# Thelma Ritter
Thelma Ritter (ur. 14 lutego 1902 w Brooklynie, zm. 5 lutego 1969 w Nowym Jorku) – amerykańska aktorka filmowa i teatralna. Sześciokrotnie nominowana do Oscara za role drugoplanowe. Zdobywczyni nagrody Tony za najlepszą rolę pierwszoplanową w musicalu (1958).